# Višnjeva, Kotor
Višnjeva este un sat din comuna Kotor, Muntenegru. Conform datelor de la recensământul din 2003, localitatea are 128 de locuitori (la recensământul din 1991 erau 12 locuitori).

## Demografie
În satul Višnjeva locuiesc 95 de persoane adulte, iar vârsta medie a populației este de 37,9 de ani (38,5 la bărbați și 37,4 la femei). În localitate sunt 38 de gospodării, iar numărul mediu de membri în gospodărie este de 3,37.
Populația localității este foarte eterogenă.
|  |

| Demografie | Demografie | Demografie |
| An         | Locuitori  | Locuitori  |
| ---------- | ---------- | ---------- |
|            |            |            |
|            |            |            |
|            |            |            |
|            |            |            |
| 1948       | 107        |            |
| 1953       | 105        |            |
| 1961       | 89         |            |
| 1971       | 78         |            |
| 1981       | 38         |            |
| 1991       | 12         | 12         |
| 2003       | 128        | 128        |

| \| Componența etnică conform recensământului din 2003[2] \| Componența etnică conform recensământului din 2003[2] \| Componența etnică conform recensământului din 2003[2] \| Componența etnică conform recensământului din 2003[2] \| Componența etnică conform recensământului din 2003[2] \| \| ----------------------------------------------------- \| ----------------------------------------------------- \| ----------------------------------------------------- \| ----------------------------------------------------- \| ----------------------------------------------------- \| \| \| \| \| \| \| \| Sârbi \| Sârbi \| \| 63 \| 49,21% \| \| Muntenegreni \| Muntenegreni \| \| 40 \| 31,25% \| \| necunoscută \| necunoscută \| \| 0 \| 0% \| |              |  |    |        |
| Componența etnică conform recensământului din 2003 |              |  |    |        |
| |              |  |    |        |
| Sârbi | Sârbi        |  | 63 | 49,21% |
| Muntenegreni | Muntenegreni |  | 40 | 31,25% |
| necunoscută | necunoscută  |  | 0  | 0%     |